# Ministerstwo Przemysłu Materiałów Budowlanych
Ministerstwo Przemysłu Materiałów Budowlanych – polskie ministerstwo istniejące w latach 1952–1957, powołane w celu kierowania i zarządzania całokształtem spraw związanych z przemysłem materiałów budowlanych. Minister był członkiem Rady Ministrów.
  

## Powołanie urzędu
Na podstawie dekretu z 1952 r. o utworzeniu urzędu Ministra Przemysłu Materiałów Budowlanych oraz urzędu Ministra Przemysłu Drzewnego i Papierniczego ustanowiono nowy urząd.

## Ministrowie
- Stefan Pietrusiewicz (1955–1957)

## Zakres działania urzędu
Na podstawie rozporządzenia Rady Ministrów z 1952 r. do zakresu działania urzędu Ministra Przemysłu Materiałów Budowlanych należały sprawy przemysłu materiałów budowlanych:
- cementowego;
- wapienniczego;
- gipsowego;
- ceramik budowlanej;
- materiałów budowlanych wapienno-piaskowych;
- ceramicznego;
- szklarskiego;
- izolacyjnego;
- kamienia budowlanego;
- surowców mineralnych.

## Zniesienie urzędu
Na podstawie ustawy z 1957 r. o zmianach w organizacji i zakresie działania naczelnych organów administracji państwowej w niektórych gałęziach przemysłu, budownictwa i komunikacji zniesiono urząd Ministra Przemysłu Materiałów Budowlanych.